# الدوري المصري الممتاز 1985–86
الموسم الثلاثون من الدوري المصري الممتاز لكرة القدم، انتهى بتتويج الأهلي بلقبه العشرين.

## الأندية المشاركة
| - الأهلي (حامل اللقب) - الزمالك - الإسماعيلي - الاتحاد السكندري - المنصورة - البلاستيك (صاعد) | - المصري - منتخب السويس (صاعد) - المقاولون العرب - غزل المحلة - المنيا - الترسانة |

## الترتيب
| الترتيب | النادي           | ل  | ف  | ت  | خ  | له | عليه | ±   | ن  | تأهل/هبوط                                 |
| ------- | ---------------- | -- | -- | -- | -- | -- | ---- | --- | -- | ----------------------------------------- |
| 1       | الأهلي (ب)       | 22 | 13 | 9  | 0  | 30 | 11   | 19  | 35 | تأهل إلى كأس أفريقيا للأندية أبطال الدوري |
| 2       | الزمالك          | 22 | 12 | 5  | 5  | 33 | 19   | 14  | 29 | تأهل إلى كأس أفريقيا للأندية أبطال الدوري |
| 3       | الإسماعيلي       | 22 | 9  | 8  | 5  | 29 | 22   | 7   | 26 |                                           |
| 4       | المصري           | 22 | 8  | 10 | 4  | 23 | 18   | 5   | 26 |                                           |
| 5       | غزل المحلة       | 22 | 8  | 7  | 7  | 24 | 19   | 5   | 23 |                                           |
| 6       | الترسانة         | 22 | 8  | 7  | 7  | 17 | 15   | 2   | 23 | تأهل إلى كأس أفريقيا للأندية أبطال الكؤوس |
| 7       | الاتحاد السكندري | 22 | 6  | 10 | 6  | 21 | 19   | 2   | 22 |                                           |
| 8       | المقاولون        | 22 | 6  | 9  | 7  | 19 | 25   | -6  | 21 |                                           |
| 9       | المنصورة         | 22 | 3  | 12 | 7  | 9  | 15   | -6  | 18 |                                           |
| 10      | منتخب السويس     | 22 | 3  | 12 | 7  | 7  | 16   | -9  | 18 |                                           |
| 11      | البلاستيك (هـ)   | 22 | 3  | 6  | 13 | 11 | 29   | -18 | 12 | هبوط إلى الدوري المصري الدرجة الثانية     |
| 12      | المنيا (هـ)      | 22 | 2  | 7  | 13 | 10 | 25   | -15 | 11 | هبوط إلى الدوري المصري الدرجة الثانية     |

 (ب)= البطل، (هـ)= هبط، ل= لعب; ف = فوز; ت = تعادل; خ = خسارة; له = أهداف لصالحه; عليه = عليه من الأهداف; ± = فارق الأهداف; ن= نقاط

المصدر: 

## الهدافون
| الترتيب | اللاعب    | الجنسية | النادي     | الأهداف |
| ------- | --------- | ------- | ---------- | ------- |
| 1       | محمد حازم | مصر     | الإسماعيلي | 11      |

المصدر: 

## روابط خارجية
- صفحة الموسم على RSSSF
- صفحة الموسم على سوبر كورة.كوم
- صفحة الموسم على شبكة كرة القدم المصرية

| بطل الدوري المصري الممتاز 1985–86                                       |
| ----------------------------------------------------------------------- |
| [[ملف:\|45x32px\|border \|alt=\|link=]] نادي الأهلي (مصر) للمرة العشرين |

| سبقه 1984–85 | الدوري المصري الممتاز 1985–86 | تبعه 1986–87 |